# 김포 이씨
김포 이씨(金浦李氏)는 경기도 김포시를 본관으로 하는 한국의 성씨이다. 시조 이관중(李管仲)은 김포에서 여러대를 지낸 사족(士族)이며, 조선에서 형조참판(刑曹參判)을 지냈다.

## 참고 자료
- “김포이씨(金浦李氏)”. 뿌리를 찾아서.[깨진 링크(과거 내용 찾기)]